# Shanna Show
Shanna Show (Shanna's Show) è una serie televisiva a cartoni animati, andata in onda per la prima volta in Italia dal gennaio 2008.

## Trama
Il programma parla di Shanna, una bambina di sei anni di origini messico-americane che, insieme ai suoi aiutanti, il fratello di quattro anni Nello (in originale: Shane), Dinah il dinosauro, Ducky e Tiger, mette in scena dei piccoli spettacoli nella sua camera dove dà ai telespettatori tre indizi per scoprire il personaggio che sta interpretando. Alcuni dei mestieri sono:
- Dentista
- Autista di autobus
- Veterinaria
- Attrice
- Contadina
- Insegnante
- Bagnina
- Astronauta
- Artista
- Ballerina
- Pompier
- Dottoressa
- Maga
- Panettiera

## Doppiaggio
| Personaggio   | Doppiatore originale | Doppiatore italiano |
| ------------- | -------------------- | ------------------- |
| Shanna        | Gavin Turek          | Serena Clerici      |
| Nello (Shane) | Crystal Scales       | Federica Valenti    |
| Ducky         | Khadijah Haqq        | Daniela Fava        |
| Dinah         | Gavin Turek          | Jolanda Granato     |
| Tiger         | Khadijah Haqq        | Emanuela Pacotto    |
| Mamma         | Crystal Scales       | Daniela Fava        |